# Zachary Barth
Zachary Barth est un développeur de jeux vidéo indépendants qui conçoit des jeux sous la bannière Zachtronics Industries. Il est notamment connu pour avoir développé des jeux de blocs basés sur de la génération procédurale, tel Infiniminer, un jeu proposant un système de cubes pour représenter un monde en trois dimensions. Ce jeu est notamment à l'origine de Minecraft, FortressCraft, Total Miner, CastleMiner, CraftWorld, Ace of Spades, Guncraft, 7 Days to Die, Block Fortress ou encore les variantes libres Minetest et Voxelands.
Cet auteur commença assez jeune à développer des jeux vidéo, mais dit n'avoir eu des bases solides qu'après un passage à l'Institut polytechnique Rensselaer.

## Ludographie
- Infiniminer
- SpaceChem
- Infinifactory
- TIS-100
- Shenzhen I/O
- Opus Magnum
- EXAPUNKS